# Meshes of the Afternoon
Meshes of the Afternoon (traducibile come "Le maglie - nel senso di "reti" - del pomeriggio") è il primo cortometraggio realizzato dalla regista Maya Deren, in collaborazione col marito Alexander Hammid nel 1943.
Questo film compare dal 1990 all'interno dell'archivio di film preservati nel National Film Registry ed è quindi da considerare come "film culturalmente, storicamente o esteticamente significativo".
Fu girato con pochissimi mezzi, usando una cinepresa Bolex 16mm di seconda mano. Nondimeno è considerato uno dei capolavori di Deren e una delle pellicole d'avanguardia più influenti della storia del cinema statunitense.

## Trama
All'inizio del film, una giovane donna (interpretata dalla stessa Deren, all'epoca venticinquenne), sulle tracce di una misteriosa figura che si allontana, entra nella propria casa e si addormenta. In seguito la scena si ripete tre volte, portando (grazie anche a seminali effetti ottenuti tramite l'esposizione della pellicola) alla moltiplicazione delle figure della protagonista. La donna insegue ora un'inquietante figura coperta da un mantello, con uno specchio al posto del viso. Nel finale compare anche una figura maschile, interpretata dall'allora marito di Deren, Alexander Hammid.

## Produzione
Il cortometraggio fu il prodotto del desiderio di Deren e Hammid di girare un personale film d'avanguardia che trattasse il tema della complessità psicologica, come i surrealisti Un chien andalou (1929) e L'âge d'or (1930) di Salvador Dalí e Luis Buñuel.
Deren e Hackenschmied, che cambiò il proprio nome in Alexander Hammid nel 1942, scrissero, diressero, e recitarono nel film. Sebbene Deren sia solitamente riconosciuta come la principale creatrice artistica, il regista Stan Brakhage, che conosceva la coppia, ha affermato nel suo libro Film at Wit's End che Meshes era in realtà in gran parte opera di Hammid e che il loro matrimonio iniziò a soffrire quando Deren ricevette maggiori riconoscimenti. Altre fonti sostengono che il ruolo di Hammid nella creazione di Meshes of the Afternoon sia principalmente quello di cameraman. Deren realizzò ampi storyboard per tutti i suoi film, inclusi movimenti ed effetti di macchina. Scrisse di queste tecniche su riviste di cinema professionali. Le idee e la realizzazione del film sono per lo più attribuibili a Deren. Anche Hammid riconobbe Maya Deren come unica autrice di Meshes of the Afternoon.
Il film fu montato in origine senza sonoro. Nel 1959 fu aggiunto un suggestivo commento musicale composto da Teiji Itō.

## Riconoscimenti
- Grand Prix International al Festival di Cannes nella sezione opere sperimentali in 16mm (1947)
- Inserimento nel U.S. National Film Registry della Biblioteca del Congresso (1989)